# ガボンの港湾
ガボンの港湾（ガボンのこうわん、英語: Ports and harbours in Gabon）は、ガボンにおける港湾について記す。

## 一覧
- オウェンド港（オウェンド）
- ポールジャンティ港（ポールジャンティ）

- カンゴ港（Kango）
- ルーブルヴィル港（Libreville）
- ランバレネ港（Lambaréné）
- マユンバ港（Mayumba）